# Шахрай, Василий Матвеевич
Васи́лий Матве́евич Шахра́й (укр. Василь Матвійович Шахрай, литературный псевдоним — В. Скоровстанський) (30 января (11 февраля) 1888—1920) — украинский советский политический деятель, секретарь по военным делам (позднее — секретарь по земельным делам) Украинской Народной Республики Советов, член советской делегации на мирных переговорах в Брест-Литовске, идеолог украинского национал-коммунизма.

## Биография
Родился в селе Харьковцы Пирятинского уезда Полтавской губернии (ныне Полтавская область Украины).
Учился в Феодосийском учительском институте (окончил институт в 1907 году). Работал в начальных училищах учителем (в Херсонской губернии).
В 1912—1916 годах был студентом Института высших коммерческих знаний в Петербурге. В 1913 году стал членом большевистской партии.
Участник Первой мировой войны. 
В 1916 году мобилизован в армию. С 1 октября 1916 по 1 февраля 1917 года обучался в Виленском военном училище, эвакуированном в Полтаву. По окончании ускоренного 4–х месячного курса училища был произведен в прапорщики армейской пехоты. В феврале-марте 1917 года преподавал в этом же училище.
После Февральской революции активно занимался организаторско-революционной деятельностью, был делегатом Первого Всероссийского съезда Советов. Считал, что Россия не готова к социалистической революции, отстаивал идею укрепления завоеваний Февральской революции. Поддержал 1-й Универсал Украинской Центральной рады, добился его поддержки Полтавской организацией РСДРП.
Даже после большевистского вооружённого восстания в Петрограде полтавские большевики под влиянием Василия Шахрая и Сергея Мазлаха продолжали поддерживать Центральную раду. Взгляды Шахрая на национальный вопрос существенно отличались от взглядов лидеров большевиков на Украине, в частности, Киевской и Екатеринославской большевистских организаций.
В декабре 1917 был участником Всеукраинского съезда Советов в Киеве. Вместе с другими большевиками покинул съезд и переехал в Харьков, где принял участие в работе альтернативного Всеукраинского съезда Советов. Был избран членом ЦИК Украины и первого большевистского правительства Украины — Народного секретариата. С 17 декабря 1917 по февраль 1918 — народный секретарь по военным делам. Стоял у истоков создания народной революционно-социалистической армии — Червонного казачества Украинской Народной Республики Советов. В начале 1918 входил в состав делегации УНРС на мирных переговорах в Брест-Литовске с представителями стран Четверного союза. В феврале 1918 Шахрай, понял, что все важные вопросы решаются только в Петрограде и не желая выполнять чисто декоративную функцию, подал в отставку. В марте 1918 был вновь избран в состав Народного секретариата, возглавил секретариат земельных дел. В 1918—1919 работал в Саратовском политотделе украинского отдела Наркомата РСФСР по делам национальностей.
Автор работ, в которых разработаны теоретические основы украинского коммунизма. В работе «Революция на Украине» подчёркивал, что национальный вопрос требует своего решения, а утверждение, что социализм автоматически решает национальный вопрос, является ошибочным. В своей работе «К текущему моменту. Что происходит на Украине и с Украиной?» (1919, соавтор С. Мазлах) отмечал, что решением «… национальных движений является одно: полная демократия, а полная демократия означает организацию национальных государств». Поддерживал идею соборности украинских земель, подчёркивая, что «наихудшим результатом для Украины был бы её новый раздел», — возникновение новых препятствий к объединению Приднепровья и Галичины.
Решительно выступал как против германского, так и против российского империализма. Выдвинул идею создания Украинской коммунистической партии (большевиков), которая бы возглавила национально-освободительную борьбу украинских рабочих и крестьян за создание собственного государства, свободного от социального и национального угнетения.
После опубликования этих работ Шахрай вместе с С. Мазлахом постановлением ЦК КП(б)У от 9 марта 1919 года были исключены из большевистской партии, им запрещалось работать в государственных учреждениях, предлагалось покинуть Украину, а работы их изымались.
Весной-летом 1919 года находился на Полтавщине, где преподавал в сельских школах. Во время наступления ВСЮР на Украину отказался эвакуироваться, согласился принять участие в подпольной работе, для чего был отправлен на Кубань. Прибыв нелегально в Екатеринодар, не нашёл ни явок, ни агентов. Был схвачен и расстрелян контрразведкой Юга России. По другой версии, не подтверждаемой источниками — был убит большевиками.
30 марта 1988 Политбюро ЦК КПУ приняло постановление «О статье Юрия Гамрецкого „Как любят родную мать…“ (к 100-летию Василия Шахрая), опубликованную в газете „Советская Украина“ 27 февраля 1988». Постановление категорически осуждало «попытку безоговорочно политической реабилитации деятеля, который открыто занимал антиленинские позиции по национальному вопросу, выступал против решений I съезда Компартии Украины». Позицию автора признано «политически ошибочной, наносящей вред патриотическому и интернациональному воспитанию трудящихся».